# 鹿児島南北幹線道路
鹿児島南北幹線道路（かごしまなんぼくかんせんどうろ）は、国道10号鹿児島北バイパスから鹿児島湾（錦江湾）沿いを南下し鹿児島東西幹線道路と接続し、県道鹿児島港郡元線（産業道路）に至る延長約14 kmの地域高規格道路である。

## 概要
1994年12月16日計画路線に指定された。